# Некрополь Сон-Реаль

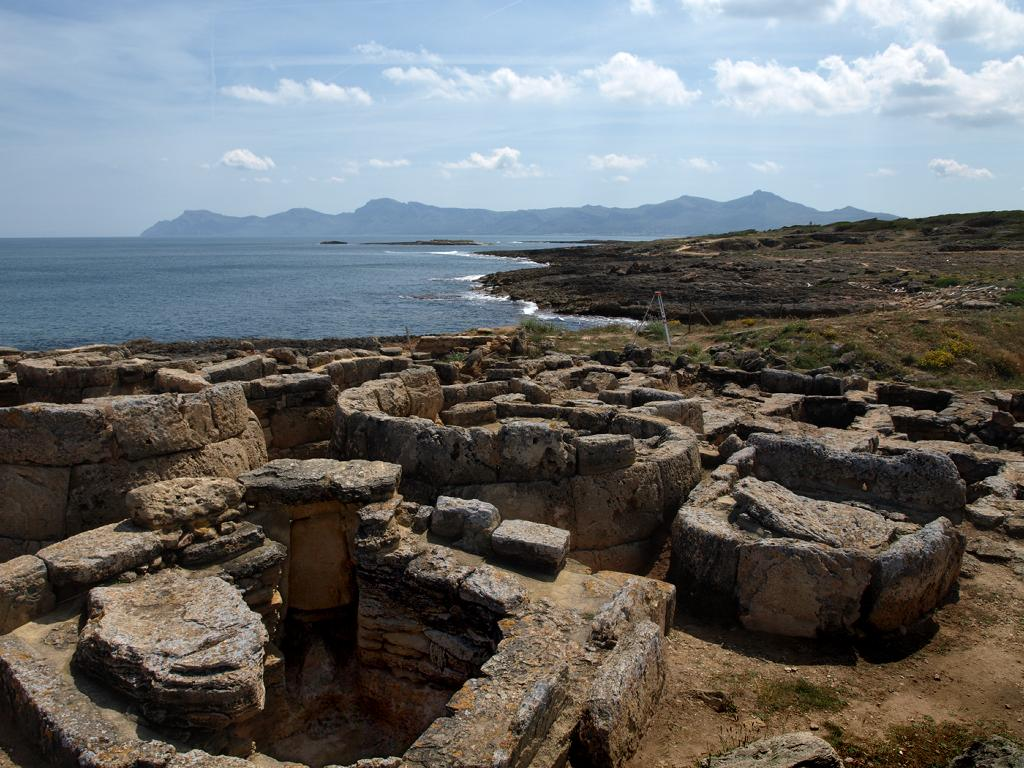
Некрополь Сон-Реаль

Некрополь Сон-Реаль — доисторический некрополь на северном побережье испанского острова Мальорка в составе Балеарских островов. О культуре создателей некрополя известно мало ввиду отсутствия письменных памятников. Относится к VII-IV векам до н. э., то есть к так называемому постталайотскому периоду, однако использовался для захоронений и позднее.
Археологические раскопки начались в 1957 году и завершились в 1970 году. 109 сохранившихся погребений напоминают уменьшенные копии кораблевидных навет, другие — круглые и квадратные башни, распространённые на поздних этапах талайотской культуры. При этом круглые гробницы археологи относят к концу 7 в. до н. э., гробницы в виде куч — 5 в., а прямоугольные — к 4 в. до н. э. Часть некрополя не сохранилась в результате морской эрозии.
В захоронениях около 300 покойников обнаружено оружие, украшения и предметы повседневного быта, а также кости животных и раковины. Здания в основном направлены на юго-восток и как правило имеют по две ниши, в которых уложены трупы в скорченном положении. С 4 в. до н. э. практиковались также захоронения в сожжённом виде. Близ некрополя на острове с'Иллот дес Поррос находятся дополнительные погребения.
Неясным остаётся происхождение погребённых на Сон-Реаль, поскольку до настоящего времени вблизи некрополя не обнаружено поселений. Ранее предполагалось, что некрополь был финикийским, в настоящее время эта гипотеза отвергнута. Находки из погребений выставлены в Монографическом музее руин римского города Полленция (Museu monogràfic de Poŀlèntia) в г. Алькудия.